# Economie verde
Economia verde reprezintă activitatea economică bazată pe conceptul dezvoltare durabilă, pe utilizarea resurselor naturale regenerabile, reducerea consumului de hidrocarburi, unul dintre obiectivele importante fiind protecția mediului.
Alte obiective constau în managementul apei și al deșeurilor, precum și cel teritorial (agricultură ecologică, conservarea habitatului, împăduriri etc.).
Economia verde implică anumite modificări structurale.
Sunt avantajate sectoare ca: fabricarea de celule solare, de turbine eoliene, de pile de combustie, de biciclete, plantarea arborilor, parcuri eoliene etc.
Industriile dezavantajate sunt: cele extractive (cărbune, țiței), centralele nucleare, fabricarea produselor de unică folosință, fabricarea automobilelor, defrișarea pădurilor.
Printre profesiile favorizate se pot enumera: silvicultor, hidrolog, geolog, arhitect, eco-economist, inginer în domeniile turbinelor eoliene, celulelor solare, pilelor de combustie etc.